# 文化勲章受章者の一覧
文化勲章受章者の一覧（ぶんかくんしょう じゅしょうしゃの いちらん）

## 概要
2014年（平成26年）11月3日現在、文化勲章を受章した者は384名を数える。その主な内訳は以下の通り。
- 生没：存命者381名、没後追贈3名
- 国籍：日本人378名、外国人6名（いずれもアメリカ人）
- 性別：男性367名、女性17名
- 分野：学術部門209名（うち女性2名）、芸術部門167名（うち女性13名）、貢献部門5名（うち女性1名）、特例3名

## 受章者一覧
以下一覧中、掲載はすべて発令の順に拠る。使用する漢字は便宜上すべて新字体に統一し、襲名歴のある者は受章時の名跡をあげた。受章者名の後には受章の理由として評価された分野を（ ）内に添えた。
なお参考として受章を辞退または拒否した者も掲げた。

### 昭和時代
| 年月日                                        | 受章者 |
| --------------------------------------------- | --- |
| 1937年（昭和12年度） 4月28日発令              | - 長岡半太郎（物理学） - 本多光太郎（金属物理学） - 木村栄（地球物理学） - 佐佐木信綱（和歌・和歌史） - 幸田露伴（小説） - 岡田三郎助（洋画） - 藤島武二（洋画） - 竹内栖鳳（日本画） - 横山大観（日本画）             |
| 1938年（昭和13年度）                          | 受章者なし |
| 1939年（昭和14年度）                          | 受章者なし |
| 1940年（昭和15年度） 11月10日発令             | - 高木貞治（数学） - 西田幾多郎（哲学） - 川合玉堂（日本画） - 佐々木隆興（生化学・病理学） |
| 1941年（昭和16年度）                          | 受章者なし |
| 1942年（昭和17年度）                          | 受章者なし |
| 1943年（昭和18年度） 4月29日発令              | - 伊東忠太（建築学） - 鈴木梅太郎（農芸化学） - 朝比奈泰彦（薬学・植物化学） - 湯川秀樹（原子物理学,ノーベル賞受賞者） - 徳富蘇峰（歴史・政治評論） → 1946年（昭和21年）返上 - 三宅雪嶺（社会評論） - 和田英作（洋画） |
| 1944年（昭和19年度） 4月29日発令              | - 田中館愛橘（地球物理学・航空学） - 岡部金治郎（電気工学） - 志賀潔（細菌学） - 稲田龍吉（細菌学） - 狩野直喜（中国文学） - 高楠順次郎（インド哲学）                                                                  |
| 1945年（昭和20年度）                          | 受章者なし |
| 1946年（昭和21年度） 2月11日発令              | - 中田薫（法制史・日本法制史） - 宮部金吾（植物学） - 俵国一（金属学） - 仁科芳雄（原子物理学） - 初世梅若万三郎（能楽） - 岩波茂雄（出版）                                                                            |
| 1947年（昭和22年度）                          | 受章者なし |
| 1948年（昭和23年度） 11月2日発令・宮中伝達式  | - 木原均（遺伝学） - 長谷川如是閑（評論） - 安田靫彦（日本画） - 朝倉文夫（彫塑） - 上村松園（日本画） |
| 1949年（昭和24年度） 11月3日発令・宮中伝達式  | - 六代目尾上菊五郎（歌舞伎、没後追贈） - 津田左右吉（東洋哲学・日本古代史） - 鈴木大拙（仏教学） - 三浦謹之助（内科学） - 岡田武松（気象学） - 真島利行（化学） - 谷崎潤一郎（小説） - 志賀直哉（小説）                |
| 1950年（昭和25年度） 11月3日発令・宮中伝達式  | - 牧野英一（刑法・法理学） - 田辺元（哲学） - 藤井健次郎（植物学） - 三島徳七（金属学） - 小林古径（日本画） - 土井晩翠（詩） - 正宗白鳥（小説）                                                                       |
| 1951年（昭和26年度） 11月3日発令・宮中伝達式  | - 柳田国男（民俗学） - 光田健輔（癩医学） - 西川正治（原子物理学） - 菊池正士（原子物理学） - 斎藤茂吉（短歌） - 武者小路実篤（小説） - 初代中村吉右衛門（歌舞伎）                                                     |
| 1952年（昭和27年度） 11月3日発令・宮中伝達式  | - 梅原龍三郎（洋画） - 熊谷岱蔵（結核医学） - 佐々木惣一（憲法学・行政学） - 辻善之助（日本史・仏教学） - 朝永振一郎（原子物理学,ノーベル賞受賞者） - 永井荷風（小説） - 安井曽太郎（洋画）                            |
| 1953年（昭和28年度） 11月3日発令・宮中伝達式  | - 板谷波山（陶芸） - 宇井伯寿（インド哲学） - 香取秀真（鋳金） - 十四世喜多六平太（謡曲） - 羽田亨（東洋史） - 矢部長克（地質学・古生物学）                                                                            |
| 1954年（昭和29年度） 11月3日発令・宮中伝達式  | - 勝沼精蔵（血液学） - 鏑木清方（日本画） - 金田一京助（言語学） - 高浜虚子（俳句） - 萩原雄祐（天文学） |
| 1955年（昭和30年度） 11月3日発令・宮中伝達式  | - 大谷竹次郎（演劇事業） - 二代目稀音家浄観（長唄） - 平沼亮三（体育） - 二木謙三（伝染病学） - 前田青邨（日本画） - 増本量（金属学） - 和辻哲郎（倫理学） 辞退 - 河井寛次郎（陶芸）                                   |
| 1956年（昭和31年度） 11月3日発令・宮中伝達式  | - 安藤広太郎（農学） - 坂本繁二郎（洋画） - 新村出（言語学・国語学） - 古畑種基（法医学） - 村上武次郎（金属学） - 八木秀次（電気工学） - 山田耕筰（作曲）                                                             |
| 1957年（昭和32年度） 11月3日発令・宮中伝達式  | - 牧野富太郎（植物学、没後追贈） - 緒方知三郎（病理学） - 久保田万太郎（小説） - 小平邦彦（数学,フィールズ賞受賞者） - 西山翠嶂（日本画） - 山田孝雄（国語学） - 四代目吉住小三郎（長唄）                              |
| 1958年（昭和33年度） 11月3日発令・宮中伝達式  | - 北村西望（彫塑） - 近藤平三郎（薬学・薬化学） - 野副鉄男（有機化学） - 松林桂月（日本画） |
| 1959年（昭和34年度） 11月3日発令・宮中伝達式  | - 川端龍子（日本画） - 小泉信三（経済学） - 丹羽保次郎（電気工学） - 里見弴（小説） - 吉田富三（病理学） |
| 1960年（昭和35年度） 11月3日発令・宮中伝達式  | - 岡潔（数学） - 佐藤春夫（小説・詩） - 田中耕太郎（商法・法哲学） - 吉川英治（小説） |
| 1961年（昭和36年度） 11月3日発令・宮中伝達式  | - 川端康成（小説,ノーベル賞受賞者） - 鈴木虎雄（中国文学・漢詩・和歌） - 富本憲吉（陶芸） - 堂本印象（日本画） - 福田平八郎（日本画） - 水島三一郎（化学）                                                             |
| 1962年（昭和37年度） 11月3日発令・宮中伝達式  | - 梅沢浜夫（微生物学） - 奥村土牛（日本画） - 桑田義備（植物細胞学） - 中村岳陵（日本画） - 平櫛田中（木彫） |
| 1963年（昭和38年度） 11月3日発令・宮中伝達式  | - 久野寧（生理学） - 古賀逸策（電気工学） |
| 1964年（昭和39年度） 11月3日発令・宮中伝達式  | - 茅誠司（物理学） - 大仏次郎（小説） - 藪田貞治郎（農芸化学） - 吉田五十八（建築） - 我妻栄（民法） |
| 1965年（昭和40年度） 11月3日発令・宮中伝達式  | - 赤堀四郎（生物有機学） - 小糸源太郎（洋画） - 諸橋轍次（漢文学） - 山口蓬春（日本画） - 山本有三（小説） |
| 1966年（昭和41年度） 11月3日発令・宮中伝達式  | - 井伏鱒二（小説） - 徳岡神泉（日本画） - 仁田勇（結晶化学） |
| 1967年（昭和42年度） 11月3日発令・宮中伝達式  | - 小林秀雄（文芸評論） - 坂口謹一郎（微生物学・酵素学） - 林武（洋画） - 村野藤吾（建築） - 山県昌夫（造船工学） |
| 1968年（昭和43年度） 11月3日発令・宮中伝達式  | - 堅山南風（日本画） - 黒川利雄（内科学） - 鈴木雅次（土木工学） - 濱田庄司（陶芸） 辞退 - 熊谷守一（洋画） |
| 1969年（昭和44年度） 10月31日発令・官邸で手交 | - ニール・アームストロング （アポロ11号宇宙飛行士、アメリカ人） - マイケル・コリンズ（同） - エドウィン・オルドリン（同）                                                                                              |
| 1969年（昭和44年度） 11月3日発令・宮中伝達式  | - 獅子文六（小説） - 落合英二（薬化学） - 正田建次郎（数学） - 東山魁夷（日本画） |
| 1970年（昭和45年度） 11月3日発令・宮中伝達式  | - 冲中重雄（内科学・神経学） - 棟方志功（版画） |
| 1971年（昭和46年度） 11月3日発令・宮中伝達式  | - 赤木正雄（砂防計画学） - 荒川豊蔵（陶芸） - 野上弥生子（小説） - 安井琢磨（近代経済学） |
| 1972年（昭和47年度） 11月3日発令・宮中伝達式  | - 内田祥三（建築学・防災工学） - 小野清一郎（刑事法学） - 岡鹿之助（洋画） - 早石修（生化学） |
| 1973年（昭和48年度） 11月3日発令・宮中伝達式  | - 石原謙（宗教史） - 勝木保次（生理学） - 久保亮五（統計力学） - 瀬藤象二（電気工学） - 谷口吉郎（建築） |
| 1974年（昭和49年度） 11月3日発令・宮中伝達式  | - 石坂公成（免疫学） - 江崎玲於奈（電子工学、ノーベル賞受賞者） - 杉山寧（日本画） - 永田武（地球物理学） - 橋本明治（日本画）                                                                                         |
| 1975年（昭和50年度） 11月3日発令・宮中伝達式  | - 江橋節郎（薬理学） - 小山敬三（洋画） - 田崎広助（洋画） - 中川一政（洋画） - 広中平祐（数学） |
| 1976年（昭和51年度） 11月3日発令・宮中伝達式  | - 井上靖（小説） - 小野竹喬（日本画） - 木村資生（遺伝学） - 松田権六（漆芸） - 森嶋通夫（理論経済学） |
| 1977年（昭和52年度） 11月3日発令・宮中伝達式  | - 桜田一郎（応用化学・高分子化学） - 田宮博（細胞生理化学） - 中村元（インド哲学） - 丹羽文雄（小説） - 山本丘人（日本画）                                                                                             |
| 1978年（昭和53年度） 11月3日発令・宮中伝達式  | - 尾崎一雄（小説） - 楠部彌弌（陶芸） - 杉村隆（癌生理学） - 田中美知太郎（哲学・西洋古典学） - 南部陽一郎（理論物理学、ノーベル賞受賞者、アメリカ国籍）                                                               |
| 1979年（昭和54年度） 11月3日発令・宮中伝達式  | - 今西錦司（霊長類学） - 六代目中村歌右衛門（歌舞伎） - 沢田政広（木彫） - 高橋誠一郎（経済史学） - 堀口大学（詩・翻訳）                                                                                               |
| 1980年（昭和55年度） 11月3日発令・宮中伝達式  | - 小倉遊亀（日本画） - 小谷正雄（分子生理学・生物物理学） - 丹下健三（建築） - 東畑精一（農業経済学） - 十七代目中村勘三郎（歌舞伎）                                                                                   |
| 1981年（昭和56年度） 11月3日発令・宮中伝達式  | - 高柳健次郎（電子工学・テレビジョン工学） - 永井龍男（小説） - 初代松本白鸚（歌舞伎） - 山口華楊（日本画） - 横田喜三郎（国際法学） - 福井謙一（工業化学、ノーベル賞受賞者）                                          |
| 1982年（昭和57年度） 11月3日発令・宮中伝達式  | - 坂本太郎（日本史学） - 髙山辰雄（日本画） - 津田恭介（薬学・有機化学） - 六代目藤間勘十郎（邦舞） - 吉識雅夫（船舶工学）                                                                                             |
| 1983年（昭和58年度） 11月3日発令・宮中伝達式  | - 山本健吉（文芸評論） - 牛島憲之（洋画） - 小磯良平（洋画） - 服部四郎（言語学） - 武藤清（建築構造学） |
| 1984年（昭和59年度） 11月3日発令・宮中伝達式  | - 上村松篁（日本画） - 奥田元宋（日本画） - 貝塚茂樹（東洋史学） - 高橋信次（放射線医学） - 利根川進（分子生物学、ノーベル賞受賞者）                                                                                   |
| 1985年（昭和60年度） 11月3日発令・宮中伝達式  | - 円地文子（小説） - 黒澤明（映画） - 相良守峯（ドイツ語学・ドイツ文学） - 西川寧（書） - 和達清夫（地球物理学） |
| 1986年（昭和61年度） 11月3日発令・宮中伝達式  | - 荻須高徳（洋画、没後追贈） - 岡義武（政治史） - 土屋文明（短歌） - 名取礼二（筋生理学） - 林忠四郎（宇宙物理学） |
| 1987年（昭和62年度） 11月3日発令・宮中伝達式  | - 池田遥邨（日本画） - 岡田善雄（細胞遺伝学） - 草野心平（詩） - 桑原武夫（フランス文学・評論） - 二代目尾上松緑（歌舞伎）                                                                                             |
| 1988年（昭和63年度） 11月3日発令・宮中伝達式  | - 今井功（流体力学） - 円鍔勝三（彫刻） - 河盛好蔵（翻訳・評論） - 末永雅雄（考古学） - 西塚泰美（生化学） |

### 平成時代
| 年月日                                       | 受章者 |
| -------------------------------------------- | --- |
| 1989年（平成元年度） 11月3日発令・宮中伝達式 | - 片岡球子（日本画） - 鈴木竹雄（商法学） - 富永直樹（彫刻） - 西沢潤一（電子工学） - 吉井淳二（洋画） |
| 1990年（平成2年度） 11月3日発令・宮中伝達式  | - 石井良助（日本法制史） - 市古貞次（日本文学） - 四代目井上八千代（邦舞） - 金子鷗亭（書） - 長倉三郎（物理化学） |
| 1991年（平成3年度） 11月3日発令・宮中伝達式  | - 猪瀬博（電子工学） - 江上波夫（アジア考古学） - 蓮田修吾郎（鋳金） - 福沢一郎（洋画） - 森繁久弥（大衆芸能） |
| 1992年（平成4年度） 11月3日発令・宮中伝達式  | - 青山杉雨（書） - 井深大（電子技術） - 大塚久雄（西洋経済史） - 佐藤太清（日本画） - 森野米三（構造化学） |
| 1993年（平成5年度） 11月3日発令・宮中伝達式  | - 大隅健一郎（商法・経済法） - 小田稔（宇宙物理学） - 帖佐美行（彫金） - 司馬遼太郎（小説） - 森田茂（洋画） |
| 1994年（平成6年度） 11月3日発令・宮中伝達式  | - 朝比奈隆（洋楽・指揮） - 岩橋英遠（日本画） - 梅棹忠夫（民族学） - 島秀雄（鉄道工学） - 満田久輝（栄養化学・食料化学） 拒絶 - 大江健三郎（小説） |
| 1995年（平成7年度） 11月3日発令・宮中伝達式  | - 遠藤周作（小説） - 佐治賢使（漆工芸） - 団藤重光（刑事法学） - 花房秀三郎（ウイルス学・腫瘍学） - 増田四郎（西洋経済史） 辞退 - 杉村春子（演劇） |
| 1996年（平成8年度） 11月3日発令・宮中伝達式  | - 浅蔵五十吉（陶芸） - 伊藤清永（洋画） - 伊藤正男（神経生理学・神経科学） - 竹内理三（日本史学） - 森英恵（服飾デザイン） |
| 1997年（平成9年度） 11月3日発令・宮中親授式  | - 十五代千宗室（茶道） - 宇沢弘文（理論経済学） - 小柴昌俊（素粒子実験） - 高橋節郎（漆芸） - 向山光昭（有機合成化学） |
| 1998年（平成10年度） 11月3日発令・宮中親授式 | - 芦原義信（建築） - 岸本忠三（免疫学） - 平山郁夫（日本画） - 村上三島（書） - 山本達郎（東洋史学） |
| 1999年（平成11年度） 11月3日発令・宮中親授式 | - 阿川弘之（小説） - 秋野不矩（日本画） - 伊藤正己（英米法・憲法） - 梅原猛（日本文化研究） - 田村三郎（生物有機化学・生物環境生物科学） |
| 2000年（平成12年度） 11月3日発令・宮中親授式 | - 石川忠雄（現代中国研究） - 大久保婦久子（皮革工芸） - 白川英樹（物質科学、ノーベル賞受賞者） - 杉岡華邨（書・仮名） - 野依良治（有機化学） - 山田五十鈴（演劇） |
| 2001年（平成13年度） 11月3日発令・宮中親授式 | - 井口洋夫（分子エレクトロニクス） - 豊島久真男（ウイルス学） - 中根千枝（社会人類学） - 守屋多々志（日本画・古画表現） - 淀井敏夫（彫刻） |
| 2002年（平成14年度） 11月3日発令・宮中親授式 | - 小宮隆太郎（国際経済学） - 近藤次郎（航空宇宙工学・応用数学・環境科学・学術振興） - 新藤兼人（映画） - 杉本苑子（小説） - 田中耕一（質量分析学、ノーベル賞受賞者） - 藤田喬平（ガラス工芸）                                                                                             |
| 2003年（平成15年度） 11月3日発令・宮中親授式 | - 大岡信（詩・評論） - 緒方貞子（政治学・国際活動・国際貢献） - 加山又造（日本画） - 西島和彦（素粒子物理学） - 森亘（病理学・科学技術・学術振興） |
| 2004年（平成16年度） 11月3日発令・宮中親授式 | - 四代目中村雀右衛門（歌舞伎） - 小林斗盦（書・篆刻） - 白川静（中国古代文化） - 戸塚洋二（宇宙線物理学） - 福王寺法林（日本画） |
| 2005年（平成17年度） 11月3日発令・宮中親授式 | - 青木龍山（陶芸） - 斎藤眞（アメリカ政治外交史） - 沢田敏男（農業工学） - 日野原重明（内科学・看護教育・医療振興） - 森光子（大衆演劇） |
| 2006年（平成18年度） 11月3日発令・宮中親授式 | - 荒田吉明（溶接工学） - 大山忠作（日本画） - 篠原三代平（日本経済論） - 瀬戸内寂聴（小説） - 吉田秀和（音楽評論） |
| 2007年（平成19年度） 11月3日発令・宮中親授式 | - 岡田節人（発生生物学） - 四世茂山千作（狂言） - 中西香爾（有機化学） - 中村晋也（彫刻） - 三ヶ月章（裁判法学） |
| 2008年（平成20年度） 11月3日発令・宮中親授式 | - 伊藤清（数学） - 小沢征爾（指揮） - 小林誠（素粒子物理学、ノーベル賞受賞者） - 下村脩（海洋生物学、ノーベル賞受賞者） - 田辺聖子（小説） - 古橋広之進（スポーツ） - 益川敏英（素粒子物理学、ノーベル賞受賞者） - ドナルド・キーン（日本文学・評論、アメリカ人、2012年に日本国籍を取得） |
| 2009年（平成21年度） 11月3日発令・宮中親授式 | - 飯島澄男（材料科学） - 三代目桂米朝（古典落語） - 四代目坂田藤十郎（歌舞伎） - 速水融（社会経済史・歴史人口学） - 日沼頼夫（ウイルス学） |
| 2010年（平成22年度） 11月3日発令・宮中親授式 | - 有馬朗人（原子核物理学・学術振興） - 安藤忠雄（建築） - 鈴木章（有機合成化学、ノーベル賞受賞者） - 蜷川幸雄（演劇） - 根岸英一（有機合成化学、ノーベル賞受賞者） - 三宅一生（服飾デザイン） - 脇田晴子（日本中世史）                                                                    |
| 2011年（平成23年度） 11月3日発令・宮中親授式 | - 赤﨑勇（半導体電子工学、ノーベル賞受賞者） - 大樋年朗（陶芸） - 丸谷才一（小説） - 三谷太一郎（日本政治外交史） - 柳田充弘（分子遺伝学・分子生理学） |
| 2012年（平成24年度） 11月3日発令・宮中親授式 | - 小田滋（国際法学・国際貢献） - 高階秀爾（美術評論・文化振興） - 松尾敏男（日本画） - 山田康之（植物分子細胞生物学・植物バイオテクノロジー） - 山田洋次（映画） - 山中伸弥（幹細胞生物学、ノーベル賞受賞者）                                                                             |
| 2013年（平成25年度） 11月3日発令・宮中親授式 | - 岩崎俊一（電子工学） - 高倉健（映画） - 高木聖鶴（書） - 中西進（日本文学・比較文学） - 本庶佑（医化学・分子免疫学） |
| 2014年（平成26年度） 11月3日発令・宮中親授式 | - 天野浩（半導体工学、ノーベル賞受賞者） - 国武豊喜（分子組織化学） - 河野多惠子（小説） - 竹本住太夫（人形浄瑠璃、人間国宝） - 中村修二（電子工学、ノーベル賞受賞者、アメリカ国籍） - 根岸隆（経済理論・経済学説史） - 野見山暁治（洋画）                                                |
| 2015年（平成27年度） 11月3日発令・宮中親授式 | - 大村智（天然物有機化学・薬学、ノーベル賞受賞者） - 梶田隆章（素粒子・宇宙線物理学、ノーベル賞受賞者） - 塩野宏（行政法学） - 志村ふくみ（染織） - 末松安晴（光通信工学） - 仲代達矢（俳優） - 中西重忠（神経科学）                                                                      |
| 2016年（平成28年度） 11月3日発令・宮中親授式 | - 大隅良典（分子細胞生物学、ノーベル賞受賞者） - 草間彌生（前衛美術、絵画） - 平岩弓枝（小説） - 船村徹（作曲） - 中野三敏（日本近世文学） - 太田朋子（集団遺伝学） |
| 2017年（平成29年度） 11月3日発令・宮中親授式 | - 奥谷博（洋画） - 芝祐靖（雅楽） - 斯波義信（中国史） - 藤嶋昭（光化学・電気化学） - 松原謙一（分子生物学） |
| 2018年（平成30年度） 11月3日発令・宮中親授式 | - 一柳慧（作曲） - 今井政之（陶芸） - 金子宏（租税法学） - 長尾真（情報工学） - 山崎正和（劇作・評論） |

### 令和時代
| 年月日                                       | 受章者 |
| -------------------------------------------- | --- |
| 2019年（令和元年度） 11月3日発令・宮中親授式 | - 甘利俊一（数理工学） - 坂口志文（免疫学） - 佐々木毅（政治学） - 田沼武能（写真） - 野村萬（狂言） - 吉野彰（電気化学、ノーベル賞受賞者） |
| 2020年（令和2年度） 11月3日発令・宮中親授式  | - 奥田小由女（人形） - 久保田淳（日本文学） - 近藤淳（物性物理学） - 澄川喜一（彫刻） - 橋田壽賀子（脚本） |
| 2021年（令和3年度）11月3日発令・宮中親授式   | - 岡崎恒子（分子生物学） - 岡野弘彦（短歌） - 川田順造（文化人類学） - 絹谷幸二（洋画） - 七代目尾上菊五郎（歌舞伎） - 長嶋茂雄（スポーツ） - 牧阿佐美（バレエ、没後追贈） - 眞鍋淑郎（気象学・気候学、ノーベル賞受賞者、アメリカ国籍） - 森重文（数学） |
| 2022年（令和4年度）11月3日発令・宮中親授式   | - 上村淳之（日本画） - 榊裕之（電子工学） - 別府輝彦（発酵学） - 二代目松本白鸚（歌舞伎） - 山勢松韻（筝曲） - 吉川忠夫（中国思想史・中国史学） |
| 2023年（令和5年度）11月3日発令・宮中親授式   | - 井茂圭洞（書） - 岩井克人（経済学） - 川淵三郎（スポーツ） - 塩野七生（小説） - 谷口維紹（分子生物学・免疫学） - 玉尾皓平（有機合成化学・有機金属化学） - 野村万作（狂言）                                                                             |
| 2024年（令和6年度）11月3日発令・宮中親授式   | - 江頭憲治郎（商法学） - 高橋睦郎（詩） - 田渕俊夫（日本画） - ちばてつや（漫画） - 堤剛（チェロ） - 中西準子（環境リスク管理学） - 廣川信隆（細胞分子生物学）                                                                                           |